# 赫拉德科韋
49°44′26″N 38°36′16″E / 49.74056°N 38.60444°E
赫拉德科韋（烏克蘭語：Гладкове）是位於烏克蘭東部的村莊，由盧甘斯克州斯瓦托韋區的洛茲諾-亞歷山德里夫卡市鎮負責管轄。該村面積1.43平方公里，海拔高度165米，2001年人口255，人口密度每平方公里263.2人。